# Mariusz Bonaszewski
Mariusz Bonaszewski (ur. 26 sierpnia 1964 w Koszalinie) – polski aktor teatralny, filmowy, telewizyjny, dubbingowy i radiowy.

## Wykształcenie
Jest absolwentem I Liceum Ogólnokształcącego im. Bolesława Krzywoustego w Słupsku i Państwowej Wyższej Szkoły Teatralnej im. Aleksandra Zelwerowicza w Warszawie (1988).

## Filmy i seriale
Bonaszewski należy do aktorów, którzy skupiają się raczej na karierze teatralnej. W filmie zadebiutował w roku 1986 niewielką rolą w Maskaradzie Janusza Kijowskiego. Od czasu do czasu pojawia się jednak w filmach, serialach telewizyjnych oraz dubbingach. Współpracował m.in. z takimi reżyserami, jak Teresa Kotlarczyk, Władysław Pasikowski, Andrzej Trzos-Rastawiecki.
Do ważniejszych ról filmowych można zaliczyć Anda w Świetle odbitym, Świra w Zakładzie, Kostka w Gnojach i Jozuego w Metanoi. Popularność przyniosła mu rola profesora medycyny, nauczyciela akademickiego, Jana Sarapaty w serialu Na dobre i na złe. W Glinie Pasikowskiego również wcielił się w rolę lekarza Krzysztofa, tym razem jednak bohatera zdecydowanie negatywnego.

### Filmy fabularne
- 1986: Maskarada (reż. J. Kijowski)
- 1989: Światło odbite jako Andrzej „And” (reż. Andrzej Titkow)
- 1990: Śmierć dziecioroba jako ksiądz (reż. Wojciech Nowak)
- 1990: Zakład jako Świr (reż. T. Kotlarczyk)
- 1992: Nocne ptaki jako Jan, właściciel majątku (reż. A. Domalik)
- 1994: Podróż na wschód (reż. Stefan Chazbijewicz)
- 1995: Gnoje jako Kostek (reż. Jerzy Zalewski)
- 1996: Deszczowy żołnierz jako Witold Fogel (reż. Wiesław Saniewski)
- 1997: Łóżko Wierszynina jako reżyser Witek (reż. A. Domalik)
- 1998: Sabina jako położnik Rafał Borowski (reż. Kazimierz Tarnas)
- 1999: Jak narkotyk jako Andrzej, przyjaciel Jacka (reż. B. Sass)
- 1999: Na plebanii w Wyszkowie 1920 jako Feliks Dzierżyński (fabularyzowany dokument; reż. Lucyna Smolińska, Mieczysław Sroka)
- 1999: Wrota Europy jako dr Lesiewski (reż. Jerzy Wójcik)
- 2001: Domek dla Julii (reż. Sebastian Butny)
- 2005: Chaos jako von Bronheim (reż. Xawery Żuławski)
- 2005: Metanoia jako Jozue (reż. Radosław Markiewicz)
- 2009: Leśne Doły (reż. Sławomir Kulikowski)
- 2009: Moja biedna głowa w cyklu Dekalog 89+ (reż. Adrian Panek)
- 2009: Las jako syn (reż. Piotr Dumała)
- 2009: Matka Teresa od kotów jako Hubert (reż. Paweł Sala)
- 2010: Em-20stka (reż. Maciej Wojtyszko) – w produkcji
- 2010: Historia Roja jako kapitan Zbigniew Kulesza „Młot”, komendant XVI Okręgu NZW (reż. Jerzy Zalewski)
- 2010: Wenecja jako Roman, ojciec Marka (reż. Jan Jakub Kolski)
- 2010: Święty interes jako Borys (reż. Maciej Wojtyszko)
- 2011: W imieniu diabła jako ojciec Franciszek (reż Barbara Sass)
- 2011: Daas jako Henryk Klein (reż. Adrian Panek)
- 2015: Ederly jako Słow (reż. Piotr Dumała)
- 2016: Powidoki jako Madejski (reż. Andrzej Wajda)[1]
- 2018: Autsajder jako oficer SB (reż. Adam Sikora)
- 2019: Kurier jako generał Leopold Okulicki (reż. Władysław Pasikowski)
- 2019: Pan T. jako Gawlik
- 2020: Banksterzy jako prezes banku
- 2020: Amatorzy jako dyrektor teatru
- 2021: Bartkowiak jako Vadim
- 2021: Nic mnie w Tobie nie przeraża jako Zbig
- 2022: Marzec ’68 jako ojciec Hani
- 2023: Święto ognia jako Piłat

### Filmy dokumentalne
- 1995: Roman Dmowski (reż. Marian Kubera)
- 1997: Jest taka pieśń... (reż. Marian Kubera)
- 1997: Nadwiślańskie Soplicowo (reż. L. Smolińska, M. Sroka) – lektor
- 1999: Warszawska Niobe (reż. L. Smolińska) – recytacja wierszy Krzysztofa Kamila Baczyńskiego
- 2005: Józef Mehoffer. Witraże życia (reż. Stanisław Kubiak) – lektor
- 2006: Stanisława Brzozowskiego życie wśród skorpionów (reż. L. Smolińska, M. Sroka)
- 2008: Po latach niewoli wstaje Polska... 1914–1918 jako Józef Piłsudski (reż. L. Smolińska, M. Sroka)
- 2013: Klamra. W przedsionku śmierci jako Adam Lazarowicz (reż. J. Lipski, P. Mielech)
- 2019: Łukasiewicz: nafciarz, romantyk jako Ignacy Łukasiewicz (reż. M. Wójcik)

### Seriale
- 1997: Sława i chwała jako Kazimierz Spychała, początkowo korepetytor Józia Royskiego, później urzędnik MSZ i kochanek Marii Bilińskiej (reż. Kazimierz Kutz)
- 2000: Klasa na obcasach jako Mikołaj Targosz, polonista (reż. Małgorzata Potocka, Mirosław Dembiński)
- 2001: Marszałek Piłsudski jako Józef Piłsudski w latach 1887–1919 (reż. A. Trzos-Rastawiecki)
- 2002–2004: Na dobre i na złe jako profesor Jan Sarapata, przyjaciel Ostrowskiego, wykładowca Ani i Tomka (reż. różni)
- 2003, 2007–2008: Glina jako doktor Krzysztof Siennicki (odc. 1-25) (reż. W. Pasikowski)
- 2003: Zaginiona jako Krzysztof Molski, dyrektor radia „Arena”, przyjaciel Marka Tokarskiego (reż. Andrzej Kostenko)
- 2009: Przystań jako Zbigniew Boberek (reż. Filip Zylber)
- 2010–2012: M jak miłość jako Krzysztof Jankowski
- 2010: Ratownicy jako Bronisław Partyka (reż. Marcin Wrona)
- 2011: Ojciec Mateusz jako Paweł Styś (odc. 66)
- 2012, 2015: Krew z krwi jako Luther, człowiek Andrzeja Roty
- 2012: Komisarz Alex jako dr Krzysztof Fuks (odc. 11)
- 2012, 2014: Prawo Agaty jako Nawrocki, prezes Prospectrum
- 2012–2013: Wszystko przed nami jako Olgierd Szawarski, mąż Marianny i ojciec Oli
- 2012: Na krawędzi jako mecenas Jerzy Niemczyk (odc. 5-13)
- 2014: Czas honoru jako major Słowiński
- 2015–2017: Przyjaciółki jako Jerzy Ginter, ojciec Ingi
- 2016: Pakt jako premier Adam Kostrzewa; odcinki: Upadek (1), Zamach (3), Rozłam (4), Układ (6)
- 2016: Bodo jako Teodor Junod, ojciec Eugeniusza (odc. 1-4)
- 2017: Bodo (film) jako Teodor Junod, ojciec Eugeniusza
- 2017: Ojciec Mateusz (odc. 215) jako aktor Tomasz Zaremba
- 2018: Za marzenia jako Antoni Wolański, ojciec Anki
- 2018: Pierwsza miłość jako Sambor Leszczyński
- 2018–2020: W rytmie serca jako ojciec Stanisław, zakonnik opiekujący się Sanktuarium Matki Boskiej Kazimierskiej w Kazimierzu Dolnym
- 2019: Za marzenia jako Antoni Wolański, ojciec Anki
- 2019–2020: Zawsze warto jako mecenas Witold Wardecki, ojciec Marty i Rafała
- 2020: Stulecie Winnych jako Jarosław Iwaszkiewicz
- 2020: Ojciec Mateusz jako profesor Adam Dobczewski (odc. 293)
- 2020: Ludzie i bogowie jako porucznik Grabowski „Kuzyn”
- 2020: Chyłka. Rewizja jako mecenas Lew Buchelt
- 2024: Zatoka szpiegów jako komandor August Kessler (odc. 1-9)

## Teatr
Pierwsze kroki na scenie stawiał w Słupskim Teatrze Dramatycznym (1984), gdzie trafił zaraz po ukończeniu liceum. W latach 1988–1997 był aktorem Teatru Dramatycznego w Warszawie, gdzie współpracował m.in. z reżyserem Maciejem Prusem. Jedną z najważniejszych ról zagranych w tym teatrze był Konstanty Trieplew w Mewie Czechowa. Bardzo dobrze ocenili ją krytycy. Rok później otrzymał możliwość zagrania Hamleta w dość kontrowersyjnej i prowokacyjnej inscenizacji Andrzeja Domalika. Rolę tę szczególnie ciepło przyjęła publiczność, zwłaszcza nastoletnia.
Przez pewien czas Bonaszewski współpracował z wrocławskim Teatrem Polskim, gdzie miał możliwość grać w spektaklach reżyserowanych przez Jerzego Jarockiego. Współpraca ta okazała się dla aktora znacząca. Zagrał m.in. Fryderyka Wettera w Kasi z Heilbronnu w 1994 roku i tytułowego Płatonowa w r. 1996. Ta ostatnia rola jest określana przez krytyków jako karykatura Hamleta w rosyjskim wydaniu i została przez nich wysoko oceniona.
Od 1997 roku Mariusz Bonaszewski należy do zespołu Teatru Narodowego w Warszawie. Grywa tam w klasyce polskiej (m.in. Nos w Weselu i Piotr Wysocki w Nocy listopadowej w 2000, Leonard w Nie-Boskiej komedii w 2002) i obcej (Edgar w Królu Learze w 1998, Piotr Trofimow w Wiśniowym sadzie w 2000, Tomasz Mowbray w Ryszardzie II w 2004, Tezeusz w Fedrze i Mecenas Helmer w Norze w 2006).
W 2001 zagrał główną rolę, psychopatę Tinkera, w kontrowersyjnej sztuce Sarah Kane Oczyszczeni, zrealizowanej przez Wrocławski Teatr Współczesny, Teatr Polski w Poznaniu, Teatr Rozmaitości w Warszawie, Hebbel-Theater w Berlinie i Theor-Europejski Komisji Kultury.
Współpracuje także z teatrem radiowym i z Teatrem Telewizji.

### Spektakle teatralne
Słupski Teatr Dramatyczny
- 1984: Król Edyp
- 1984: O dwóch takich, co ukradli księżyc (reż. Bogusława Czosnowska)

PWST, Warszawa
- 1987: Czyste szaleństwo (program składany) jako Don Juan, Hamlet, Ludomir (reż. Jan Englert)
- 1987: Bezimienne dzieło jako Cynga (reż. J. Englert)

Teatr Dramatyczny, Warszawa
- 1988: Car Mikołaj jako Paweł (reż. Maciej Prus)
- 1989: Kubuś Fatalista jako Żółtek (reż. Zbigniew Zapasiewicz)
- 1989: Ifigenia w Taurydzie jako Orestes (reż. Stefan Mikołajczak)
- 1989: Moskwa – Pietuszki jako Anioł-Czarny (reż. Jacek Zembrzuski)
- 1990: Na dnie jako Łuka (reż. M. Prus)
- 1991: Nie-Boska komedia jako Młodzieniec; Mąż (reż. M. Prus)
- 1991: Niedokończony poemat jako Młodzieniec (reż. M. Prus)
- 1991: Mewa jako Konstanty Trieplew (reż. Andrzej Domalik)
- 1992: Sezon w piekle jako przewodnik i Rimbaud (reż. Adam Sroka)
- 1992: Hamlet jako Hamlet (reż. A. Domalik)
- 1993: Letnicy jako Nikołaj Pietrowicz Zamysłow (reż. Paweł Wodziński)
- 1994: Szósty stopień oddalenia jako Trent (reż. Piotr Cieślak)
- 1994: Szaleństwo Jerzego III jako Wiliam Pitt (reż. Filip Bajon)
- 1995: Szkarłatna wyspa jako Tumiday (reż. P. Cieślak)
- 1996: Jak wam się podoba jako Jakub; Dworzanin (reż. P. Cieślak)
- 1997: Elektra jako Orestes (reż. Krzysztof Warlikowski)
- 1997: Wiśniowy sad jako Piotr Trofimow (reż. Leonid Hejfec)
- 2000: Wszystko dobre, co się dobrze kończy jako Bertram (reż. P. Cieślak) – gościnnie

Teatr Polski, Wrocław
- 1994: Kasia z Heilbronnu jako Fryderyk Wetter (reż. Jerzy Jarocki) – gościnnie
- 1996: Płatonow – Akt pominięty jako Michał Płatonow (reż. J. Jarocki)
- 1997: Pieśń o blasku wody (reż. Andrzej Wajda)
- 1998: Historia PRL według Mrożka jako Superiusz; Internowany I (reż. J. Jarocki)

Teatr „Scena Prezentacje”, Warszawa
- 1995: Ninoczka (reż. Romuald Szejd)

Teatr Narodowy, Warszawa
- 1997: Noc listopadowa. Sceny dramatyczne jako Piotr Wysocki (reż. Jerzy Grzegorzewski)
- 1998: Król Lear jako Edgar (reż. M. Prus)
- 1999: Wybrałem dziś zaduszne święto jako Samuel (reż. Janusz Wiśniewski)
- 1999: Nowe Bloomusalem jako Stefan Dedalus (reż. J. Grzegorzewski)
- 2000: Wesele jako Nos (reż. J. Grzegorzewski)
- 2000: Jestem przychodzień
- 2000: Wiśniowy sad jako Piotr Trofimow (reż. M. Prus)
- 2000: Noc listopadowa (nowa wersja) jako Piotr Wysocki (reż. J. Grzegorzewski)
- 2001: Akropolis jako Konrad z Wyzwolenia; Hektor; Jakub; Harfiarz (reż. Ryszard Peryt)
- 2002: Nie-Boska komedia jako Leonard (reż. J. Grzegorzewski)
- 2002: Kurka Wodna jako ON – Edgar Wałpor (reż. J. Englert)
- 2003: Ostatni (reż. Tadeusz Bradecki)
- 2004: Błądzenie jako Józio, Książę Filip, Szarm, Witold II (reż. J. Jarocki)
- 2004: Ryszard II jako Tomasz Mowbray (reż. Andrzej Seweryn)
- 2005: Kosmos jako Ludwik (reż. J. Jarocki)
- 2006: Fedra jako Tezeusz (reż. M. Prus)
- 2006: Nora jako mecenas Helmer (reż. A. Olsten)
- 2007: Miłość na Krymie jako Rudolf Rudolfowicz Wolf (reż. J. Jarocki)
- 2007: Stara kobieta wysiaduje jako kelner (reż. Stanisław Różewicz)
- 2007: Terminal 7 jako syn I (reż. A. Domalik)
- 2008: Otello jako Iago (reż. A. Olsten)

Wrocławski Teatr Współczesny im. Edmunda Wiercińskiego
- 2001: Oczyszczeni jako Tinker (reż. K. Warlikowski)
- 2005: Nie do pary jako Leon (reż. Agnieszka Olsten) – gościnnie

Teatr Śląski im. S. Wyspiańskiego, Katowice
- 2002: Chryje z Polską jako Stanisław Wyspiański (reż. Bogdan Tosza)

Teatr Wybrzeże
- 2009: Zmierzch bogów jako Friederich Bruckmann (reż. Grzegorz Wiśniewski)

### SpektakleTeatru Telewizji
- 1988: Bezimienne dzieło jako Cynga (reż. J. Englert)
- 1989: Przebudzenie wiosny jako Ernest (reż. P. Cieślak)
- 1993: Książę Homburg jako Hr. Morner (reż. Krzysztof Lang)
- 1994: Dzieci słońca jako Dymitr (reż. A. Domalik)
- 1995: Mały Książę jako mężczyzna-Mały książę (reż. Natalia Koryncka-Gruz)
- 1995: Aktor jako hrabia Jerzy (reż. M. Prus)
- 1995: Kasia z Heilbronnu jako hrabia vom Strahl (reż. J. Jarocki)
- 1996: Gra kłamstw jako Adrian (reż. N. Koryncka-Gruz)
- 1996: Agata jako On (reż. A. Domalik)
- 1996: Mąż, Żona, Dziewczyna i... jako mąż, Makbet, Otello (reż. Radosław Piwowarski)
- 1996: Kość w gardle jako John (reż. Jerzy Zalewski)
- 1997: Sonata petersburska jako Myszkin (reż. A. Domalik)
- 1997: Śledztwo jako porucznik Gregory (reż. Waldemar Krzystek)
- 1997: Katarzyna jako Koromysłow (reż. Barbara Sass)
- 1997: Puszka Pandory jako Alwa (reż. S. Różewicz)
- 1997: Matka Courage i jej dzieci jako Eilif (reż. Laco Adamik)
- 1997: Śmierć w Tyflisie jako mężczyzna (reż. Maciej Dejczer)
- 1998: Ksiądz Marek jako Starościc (reż. Krzysztof Nazar)
- 1998: Płatonow. Akt pominięty jako Płatonow (reż. J. Jarocki)
- 1998: Ściana Artura, czyli Co zrobimy z Henriettą jako Dino (reż. L. Adamik)
- 1998: Cesarski szaleniec jako Tymoteusz von Bock (reż. W. Krzystek)
- 1999: Don Kichot jako Samson (reż. A. Domalik)
- 1999: Noce sióstr Bronte jako lord Byron (reż. M. Prus)
- 1999: Bigda idzie! jako Tadeusz Mieniewski (reż. A. Wajda)
- 1999: Historia PRL według Mrożka jako Superiusz, Internowany I, Anatol (reż. J. Jarocki)
- 1999: Mania czy Ania jako Ludwik Palffy (reż. Jerzy Bielunas)
- 2000: Miłość to takie proste jako Jonas (reż. Małgorzata Kopernik)
- 2000: Dragon jako oficer (reż. S. Różewicz)
- 2000: Grzechy starości jako Charles Baudelaire (reż. Maciej Wojtyszko)
- 2001: Beatrix Cenci jako ksiądz Negri (reż. J. Englert)
- 2001: Łzy jako On (reż. Filip Zylber)
- 2003: Edward II jako Mortimer (reż. M. Prus)
- 2003: Śmiech w ciemności jako Axel Rex (reż. F. Bajon)
- 2003: Powtórka jako Stefan (reż. Feliks Falk)
- 2004: Intryga i miłość jako Wurm (reż. M. Prus)
- 2006: Tajny agent jako Michaelis (reż. Krzysztof Zaleski)
- 2006: Juliusz Cezar jako Kasjusz (reż. J. Englert)
- 2006: Techniki negocjacyjne jako Jacek Gott (reż. Magdalena Piekorz)
- 2006: Dzikuska jako Bodzio (reż. Łukasz Wylężałek)
- 2007: Pastorałka jako Archanioł Gabriel; Syn Gospodarza (reż. L. Adamik)
- 2007: Chryje z Polską, czyli Rzecz o Stanisławie Wyspiańskim jako S. Wyspiański (reż. M. Wojtyszko)
- 2007: Wyzwolenie jako Geniusz (reż. M. Prus)
- 2008: Błądzenie jako Witold II, Józio, Szarm (reż. J. Jarocki)
- 2008: Mord założycielski jako Bolesław Mołojec „Długi” (reż. Jacek Raginis, Maciej Pisuk)
- 2017: Marszałek jako Piłsudski (reż. K. Lang)

## Dubbing
- 2008: Opowieści z Narnii: Książę Kaspian – Baron Sobepian
- 2011: Kapitan Ameryka: Pierwsze starcie – Tony Stark / Iron Man
- 2012: Avengers – Tony Stark / Iron Man
- 2013: Iron Man 3 – Tony Stark / Iron Man
- 2014: Iron Man & Hulk: Zjednoczeni – Tony Stark / Iron Man
- 2015: Avengers: Czas Ultrona – Tony Stark / Iron Man
- 2015: Bystry Bill – Tata
- 2016: Kapitan Ameryka: Wojna bohaterów – Tony Stark / Iron Man
- 2016: Łotr 1. Gwiezdne wojny – historie – Orson Krennic
- 2017: Spider-Man: Homecoming – Tony Stark / Iron Man
- 2018: Avengers: Wojna bez granic – Tony Stark / Iron Man
- 2019: Avengers: Koniec gry – Tony Stark / Iron Man
- 2021: A gdyby…? – Tony Stark / Iron Man

## SpektakleTeatru Polskiego Radia
- 1994: Dialog o Zmartwychwstaniu Pańskim (reż. Danuta Jagła)
- 1994: Ład serca jako Seweryn Gejżanowski (reż. Waldemar Modestowicz)
- 1999: Podróż sentymentalna jako Yorik (reż. W. Modestowicz)
- 2001: Blaszany flet jako Nico (reż. Wojciech Markiewicz)
- 2002: Pałac jako Jakub (reż. Jan Warenycia)
- 2002: Han z Islandii jako narrator (reż. J. Warenycia)
- 2002: Wiosna jako Józef (reż. J. Warenycia)
- 2005: Szalona lokomotywa jako Mikołaj (reż. J. Warenycia)
- 2008: Cała prawda jako Artur (reż. J. Warenycia)
- 2008: Powroty jako Andrzej (reż. W. Modestowicz)
- 2008: Ostatni akt jako Eugeniusz (reż. Janusz Kukuła)
- 2009: Wyzwolenie jako Konrad (reż. W. Modestowicz)
- 2009: Drzazga jako Srubow (reż. J. Warenycia)
- 2009: Rozwiązanie honorowe jako pułkownik Różański (reż. W. Modestowicz)
- 2009: W lochu Ferrary (reż. J. Warenycia)
- 2010: Kiedy nie mogę uciec jako inżynier Jerzy (reż. Jacek Raginis)
- 2011: Król Edyp jako Edyp (reż. Waldemar Modestowicz; na podst. dramatu Sofoklesa)
- 2012: Fabula rasa, czyli rzecz o egoizmie (reż. Darek Błaszczyk)
- 2013: Król Ryszard III: Gra o tron jako Ryszard III (reż. Waldemar Modestowicz; na podst. dramatu Williama Shakespeare’a)

### Słuchowiska
- 2010: Narrenturm jako biskup Konrad (reż. Janusz Kukuła; na podst. powieści Andrzeja Sapkowskiego)
- 2011: Miecz przeznaczenia jako Freixenet (opowiadanie Miecz przeznaczenia) i Ivo „Cykada” Mirce (opowiadanie Okruch lodu) (reż. Janusz Kukuła; na podst. opowiadań Andrzeja Sapkowskiego)
- 2013: Żywe trupy jako Otis (reż. Ramez Nayyar; na podst. komiksu Roberta Kirkmana)
- 2013: Karaluchy jako narrator (reż. Krzysztof Czeczot; na podst. powieści Jo Nesbø)
- 2018: Zamęt jako płk. Zenon Pański (reż. Janusz Kukuła; na podst. powieści Vincenta V. Severskiego)
- „Chaos” jako narrator

## Nagrody i odznaczenia
- 1989 – nagroda zespołowa za role w spektaklu Kubuś fatalista Teatru Dramatycznego w Warszawie na XV Opolskich Konfrontacjach Teatralnych
- 1996 – nagroda indywidualna za rolę Płatonowa w spektaklu Płatonow – akt pominięty Czechowa w Teatrze Polskim we Wrocławiu na XXXVI Kaliskich Spotkaniach Teatralnych
- 2004 – Nagroda im. Aleksandra Zelwerowicza dla najlepszego aktora sezonu 2003/04 za role Józia, Księcia Filipa, Szarma, Witolda II w przedstawieniu Błądzenie według Witolda Gombrowicza w Teatrze Narodowym w Warszawie
- 2004 – nominacja do nagrody Warszawskiego Feliksa w kategorii „najlepsza rola męska” za role Józia, Księcia Filipa, Szarma, Witolda II w Błądzeniu według Witolda Gombrowicza w Teatrze Narodowym w Warszawie
- 2005 – nagroda za rolę Leona w słuchowisku Matka Witkacego na V Festiwalu Teatru Polskiego Radia i Teatru TVP Dwa teatry w Sopocie
- 2005 – Srebrny Krzyż Zasługi[6]
- 2008 – Nagroda aktorska za rolę Stanisława Wyspiańskiego w przedstawieniu Chryje z Polską w reżyserii Macieja Wojtyszki na VIII Festiwalu Teatru Telewizji Polskiej i Polskiego Radia Dwa Teatry w Sopocie
- 2011 – Jantar 2011 za główną rolę męską na 30 Koszalińskim Festiwalu Debiutów Filmowych „Młodzi i Film”. Rola Kleina w filmie Daas Adriana Panka
- 2011 – Nagroda za rolę męską (Le Prix d’Interpretation Masculine) na 14 Brussels Short Film Festival. Rola Ojca w filmie Moja Biedna Głowa reż. Adrian Panek.
- 2011 – Nagroda za rolę męską w kategorii słuchowisk na 11 Festiwalu Teatru Polskiego Radia i Teatru Telewizji Polskiej. Rola Edypa w słuchowisku Król Edyp reż. Waldemar Modestowicz oraz rola Jerzego w słuchowisku Kiedy nie mogę uciec reż. Jacek Raginis
- 2012 – Grand Prix za rolę Otto Fallona w spektaklu telewizyjnym Getsemani reż. Waldemara Krzystka, na 12 Festiwalu Teatru Polskiego Radia i Teatru Telewizji Polskiej Dwa Teatry w Sopocie 2012
- 2012 – Nagroda im. Aleksandra Zelwerowicza dla najlepszego aktora sezonu 2011/2012 za role Lucyfera i Bukarego w przedstawieniu Sprawa według Juliusza Słowackiego. Reż. Jerzy Jarocki. Teatr Narodowy w Warszawie
- 2012 – Nagroda Feliksa Warszawskiego w kategorii „najlepsza pierwszoplanowa rola męska” za role Lucyfera i Bukarego w przedstawieniu Sprawa według Juliusza Słowackiego. Teatr Narodowy w Warszawie
- 2013 – Brązowy Medal „Zasłużony Kulturze Gloria Artis”[7]
- 2013 – Nagroda Teatru Polskiego Radia Wielki Splendor 2013[8]
- 10 grudnia 2015 – Złoty Mikrofon za „wielki talent aktorski i stworzenie niezwykłych ról w Teatrze Polskiego Radia”[9][10]
- 2015 – Nagroda dla Najlepszego Aktora Drugoplanowego na festiwalu Boska Komedia w Krakowie za „wyśmienite wykonanie roli Charlesa Swanna „w spektaklu „Francuzi” w reż. Krzysztofa Warlikowskiego[11].
- 2017 – Złoty Krzyż Zasługi[12]
- 2018 – Nagroda aktorska na Festiwalu Dwa Teatry Sopot 2018 za rolę „Piłsudskiego” w spektaklu Marszałek, reż. K. Lang i rolę Necator w spektaklu „Spiskowcy„ reż. J. Englert.
- 2018 – Polish Television Theatres Festival in New York Nagroda dla najlepszego aktora za rolę ‘Piłsudskiego’ w spektaklu Marszałek reż. Krzysztof Lang.
- 2022 – 21 Festiwal Teatru Polskiego Radia i Teatru Telewizji. Nagroda za rolę  „Snauta” w słuchowisku „Solaris”.
- 2023 – Ogólnopolski konkurs na wystawienie sztuki współczesnej. Nagroda za rolę „Mechanika”w spektaklu „Mała piętnastka” z Teatru Nowego w Słupsku.
- 2024 – 23 Festiwal Teatru Polskiego Radia i Teatru Telewizji. Nagroda aktorska za rolę męską w słuchowisku „Mała piętnastka”

## Audiobooki
- Tomasz Jastrun, Gorący lód. Czyta Mariusz Bonaszewski, format: mp3
- Tadeusz Dołęga-Mostowicz, Bracia Dalcz i S-ka. Czyta Mariusz Bonaszewski, format: mp3
- Leonard, Matnia, format: mp3

## Życie prywatne
Jest związany z aktorką, Dorotą Landowską. Para ma dwoje dzieci, Marię i Stanisława.